# José Rafael Gabaldón
José Rafael Gabaldón (Betijoque, Trujillo, Venezuela, 4 de noviembre de 1882-Caracas, Venezuela, 17 de marzo de 1975) fue un célebre caudillo andino de fines del siglo XIX y comienzos de la primera mitad del siglo XX que se destacó, entre otras cosas, por la propuesta de creación del Partido Democrático Venezolano (PDV), un de las primeras organizaciones políticas de Venezuela. José Rafael Gabaldón es reconocido por ser el padre del poeta y militante comunista Argimiro Gabaldón.

## Biografía

### Vida militar
Sus padres fueron el general Joaquín Gabaldón, jefe de Estado Mayor del general Juan Bautista Araujo, y Amelia Iragorry. Su infancia transcurrió en el contexto de los enfrentamientos civiles propios de esos años en los Andes venezolanos. Cuando Cipriano Castro llegó al poder, Rafael Galbaldón decidió abandonar sus estudios en el Colegio Federal de Trujillo e incorporarse al ejército que dirigía el General Leopoldo Baptista. 
Ya como ayudante del Estado Mayor del general Pedro Araujo (1900), lo acompañó al Táchira a rechazar la invasión del doctor y general Carlos Rangel Garbiras (1901) y a Cumaná a combatir la Revolución Libertadora. Incorporado al Gran Ejército de los Andes, bajo las órdenes del doctor y general Leopoldo Baptista, dirige una de las tres columnas que realizan el asalto al cerro Copey, al norte de San Mateo (1-2.11.1902), acción determinante en la derrota de los revolucionarios en la batalla de La Victoria. Luego de esto fue ascendido a general de brigada y fue designado gobernador del distrito Boconó del estado Trujillo (1904) y jefe civil de Puerto Cabello (1905).
Alejado por un tiempo de la guerra, se dedicó por al comercio de ganado en los llanos, estrechando vínculos comerciales y de amistad con Leopoldo Baptista, su jefe político protector, y con Juan Vicente Gómez. En 1908, cuando este último tomó el poder fue nombrado jefe del estado Portuguesa. En 1913, cuando Gómez radicalizó su gobierno absolutista y se dedicó a perseguir a todos aquellos que pudieran representar futuros rivales, el General Leopoldo Baptista sería uno de los primeros en ser expulsados del país. Gabaldón difirió tajantemente de esta posición, lo cual le costó la salida del gobierno y, desde entonces, a ser visto con recelo. Además se le acusó de no haber actuado con firmeza contra algunos movimientos campesinos como el dirigido por los hermanos Vargas en 1914.
Desde entonces, el General Gabaldón fue perseguido hasta que recibe una amnistía en 1916, gracias a la intervención de su pariente político: el presidente Victorino Márquez Bustillos (fines de 1916), quien negocia la libertad de 300 presos políticos a cambio de la entrega de 300 fusiles con su familia, tras lo cual se retira con su familia a su hacienda de Santo Cristo (estado Portuguesa) donde se dedica a faenas agrícolas (1917-1929). Allí se dedicó a sus actividades agrícolas y pecuarias, pero sin dejar de interesarse en los problemas nacionales. Tras los sucesos de febrero y abril de 1928, el general Gabaldón se traslada a Maracay para tratar de convencer al general de Juan Vicente Gómez liberar a los estudiantes detenidos, a la vez que lo conmina en una carta pública a abandonar el poder.
Luego de esto se involucra en el movimiento revolucionario, organizado desde París por el general Román Delgado Chalbaud, al creer que los generales Emilio Fernández y Eleazar López Contreras, este último jefe de la guarnición de Caracas, tomarían parte en el alzamiento, por lo que se declara en campaña contra el gobierno, partiendo de su hacienda de Santo Cristo, desde donde logra ocupar Boconó, Guanare, El Tocuyo y Biscucuy (abril-mayo 1929). No obstante, pese a sus esfuerzos, Gabaldón es progresivamente aislado por las fuerzas del general José Antonio Baldó, presidente del estado Portuguesa, por lo que decide entregarse siendo enviado al castillo Libertador de Puerto Cabello (1929-1935).

### Vida política
A la muerte de Juan Vicente Gómez, fue nombrado presidente del estado Lara (1936). En 1937, propone la creación del Partido Demócrata Venezolano (PDV), uno de las primeras organizaciones políticas del siglo XX venezolano, en el que confluyeron las fuerzas opositoras al gomecismo y cuya presidencia asume en diciembre de 1937. Sin embargo, al serle negada la legalización al partido, prefiere renunciar a éste en marzo de 1938. Embajador de Venezuela en Argentina durante el gobierno de Isaías Medina Angarita, ocupa los cargos de administrador de la aduana de La Guaira, embajador de Venezuela en Cuba y en Brasil y presidente del estado Lara.
Asimismo, durante el gobierno de Rómulo Gallegos, se desempeñó como presidente del Comité por la Paz y la Democracia (1948), tras lo cual se retira de la vida pública, aunque manifiesta su total rechazo contra el régimen del general Marcos Pérez Jiménez con motivo de la celebración en Caracas de la Décima Conferencia Interamericana (1953).